# 吉尔维内克
吉尔维内克（法語：Guilvinec，法語發音：[ɡilvinɛk]）是法国菲尼斯泰尔省的一个市镇，属于坎佩尔区。

## 地理
吉尔维内克（47°47'43"N, 4°17'2"W）面积2.46 平方千米，位于法国布列塔尼大區菲尼斯泰尔省，该省份为法国最西部的省份，位于布列塔尼半岛西部，北西南三面环大西洋，东临阿摩尔滨海省和莫尔比昂省。
与吉尔维内克接壤的市镇（或旧市镇、城区）包括：庞马尔、普洛默尔、特雷菲亚加特。

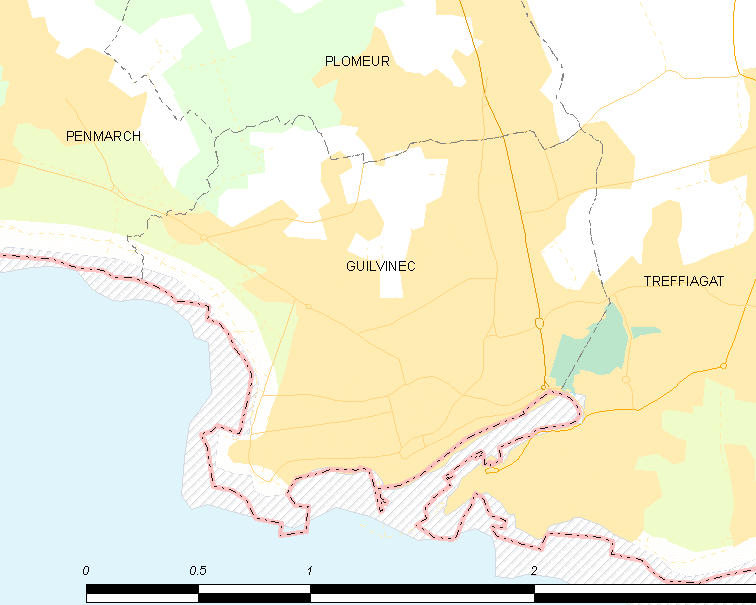
吉尔维内克的OSM定位图

吉尔维内克的时区为UTC+01:00、UTC+02:00（夏令时）。

## 行政
吉尔维内克的邮政编码为29730，INSEE市镇编码为29072。

## 政治
吉尔维内克所属的省级选区为蓬拉贝县。

## 人口

1962-2008年间吉尔维内克人口变化图示

吉尔维内克于2022年1月1日时的人口数量为2677人。